# Ланшань (селище)
Ланшань (кит. 崀山镇, пін. Làngshān Zhèn) — містечко у КНР, повіт Сіньнін провінції Хунань.

## Географія
Ланшань розташовується на півдні префектури Шаоян, лежить на річці Фуї.

### Клімат
Містечко знаходиться у зоні, котра характеризується вологим субтропічним кліматом. Найтепліший місяць — липень із середньою температурою 27 °C (80.6 °F). Найхолодніший місяць — січень, із середньою температурою 5 °С (41 °F).
| Клімат Ланшаня          | Клімат Ланшаня | Клімат Ланшаня | Клімат Ланшаня | Клімат Ланшаня | Клімат Ланшаня | Клімат Ланшаня | Клімат Ланшаня | Клімат Ланшаня | Клімат Ланшаня | Клімат Ланшаня | Клімат Ланшаня | Клімат Ланшаня | Клімат Ланшаня |
| Показник                | Січ.           | Лют.           | Бер.           | Квіт.          | Трав.          | Черв.          | Лип.           | Серп.          | Вер.           | Жовт.          | Лист.          | Груд.          | Рік            |
| Середня температура, °C | 5              | 6              | 10,6           | 16,2           | 21,1           | 24,3           | 27             | 26,5           | 22,9           | 17,7           | 12,2           | 7,2            | 16,4           |
| Норма опадів, мм        | 62.8           | 83.8           | 119.7          | 207.2          | 249.3          | 219.1          | 133.7          | 145.3          | 85.9           | 100.9          | 84.8           | 48.9           | 1541.4         |
| Днів з опадами          | 15,6           | 15,3           | 19,3           | 21,1           | 19,5           | 17,1           | 13,3           | 13,8           | 10,2           | 13,3           | 13,5           | 13,4           | 185,4          |
| Вологість повітря, %    | 74.8           | 78.2           | 79.4           | 80.2           | 80.1           | 80.6           | 76             | 76.4           | 74.2           | 74.8           | 75.2           | 73.6           | 77             |
| ----------------------- | -------------- | -------------- | -------------- | -------------- | -------------- | -------------- | -------------- | -------------- | -------------- | -------------- | -------------- | -------------- | -------------- |
| Джерело: Weatherbase    |                |                |                |                |                |                |                |                |                |                |                |                |                |